# Strażnica WOP Kacwin
Strażnica WOP Niedzica/Kacwin – podstawowy pododdział graniczny Wojsk Ochrony Pogranicza pełniący służbę ochronną na granicy polsko-czechosłowackiej.

## Formowanie i zmiany organizacyjne
Strażnica została sformowana w 1945 w strukturze 41 komendy odcinka jako 185 strażnica WOP (Niedzica) o stanie 56 żołnierzy. Kierownictwo strażnicy stanowili: komendant strażnicy, zastępca komendanta do spraw polityczno-wychowawczych i zastępca do spraw zwiadu. Strażnica składała się z dwóch drużyn strzeleckich, drużyny fizylierów, drużyny łączności i gospodarczej. Etat przewidywał także instruktora do tresury psów służbowych oraz instruktora sanitarnego.
Od 15 marca 1954 w Wojskach Ochrony Pogranicza wprowadzono nową numerację strażnic. Strażnica WOP Kacwin I kategorii otrzymała numer 189
W 1956 rozpoczęto numerowanie strażnic na poziomie brygady. Strażnica I kategorii Kacwin była 3. w 3 Brygadzie Wojsk Ochrony Pogranicza.
W 1964 posiadał nr 13 i była kategorii IV.

## Ochrona granicy
Strażnice sąsiednie:
184 strażnica WOP Szczawnica ⇔ 186 strażnica WOP Jurgów – 1946

## Dowódcy strażnicy
- por. Kazimierz Dąbrowski (1947–?)
- ppor. Tadeusz Królikowski (1952–?)